# Henrique da Fonseca de Sousa Prego
Henrique da Fonseca de Souza Prego (Lisboa, 19 de abril, 1768 - Gaeiras, 25 de março de 1847) foi um importante marinheiro português. É conhecido por ter sido responsável pela esquadra que trouxe a família real portuguesa, e a princesa D. Maria Leopoldina da Austria, para o Brasil; além de ter sido o último capitão-general da Capitania Geral dos Açores, nomeado por D. Miguel I.

## Biografia

### Primeiros anos
Henrique da Fonseca Souza Prego nasceu na cidade de Lisboa, na freguesia de São Tomé. Foi batizado no dia 19 de abril de 1768, tendo por padrinho Dr. Silvestre de Sousa Villas Boas. Era membro da família Souza Prego, de Sintra, uma pequena aristocracia local. Em 12 de fevereiro de 1781 ele foi, inclusive, reconhecido como cavaleiro fidalgo da Casa Real.

### Carreira na marinha
Ele teria começado o seu serviço na marinha em 8 de fevereiro de 1783 e rapidamente foi promovido a Tenente do Mar, em 1784. Mais de uma década depois, em 1791, ele ascendeu a Capitão Tenente. Em 1796 foi feito capitão-de-fragata e em 1801 conquistou o título de Capitão de Mar e Guerra. Neste contexto, ele já era o mais antigo membro do corpo da Armada, tendo, portanto, a preferência de comando.
Em 1800 ele comandou diversas embarcações de guerra no Rio Grande de São Pedro. A partir dessa experiência ele esboçou diversas ideias para melhorar a marinha de defesa da Bahia. Ideias que colocou em prática de 1802 a 1806, quando foi Intendente da Marinha da capitania da Bahia. Aos poucos foi chefe de divisão, chefe de esquadra, vice-almirante graduado e vice-almirnate efectivo.

### Vinda da família real

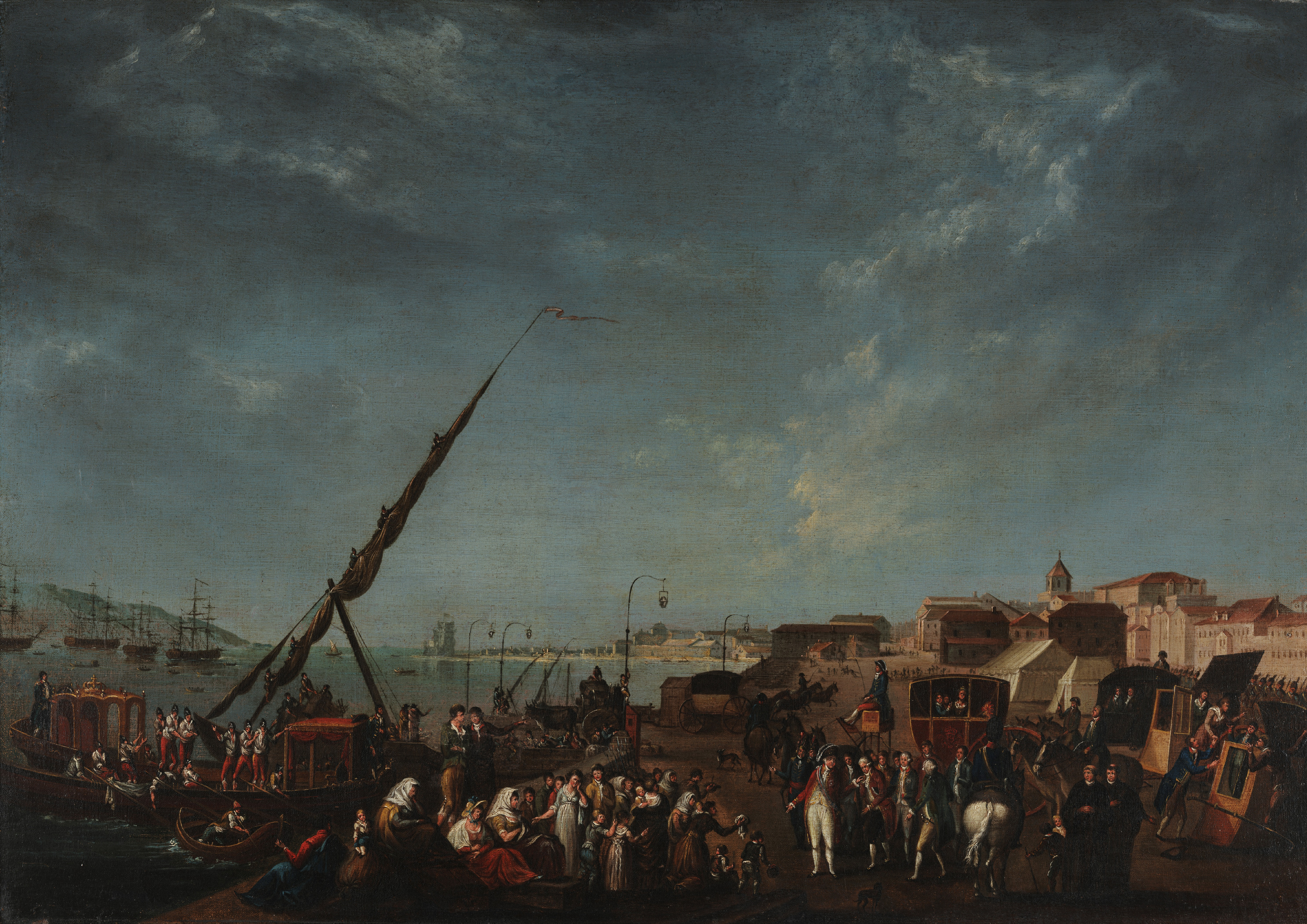
Embarque da família real portuguesa no cais de Belém, em 29 de novembro de 1807.

Ademais, Souza Prego capitaneou e fez parte de duas importantes esquadras. Em 1807 e 1808 ficou responsável pela nau Medusa, de 74 peças, na esquadra que trouxe a família real portuguesa para o Brasil. Ao comando da Medusa, coube a Sousa Prego proteger a retaguarda da esquadra que largou do porto de Lisboa a 29 de Novembro de 1807.
Posteriormente, em 1817, ele foi um dos capitães comandantes da esquadra que trouxe a Princesa Leopoldina, já casada por procuração com o Príncipe Pedro, ao Brasil. Era nesse contexto chefe da esquadra, que saiu de Livorno e chegou ao Rio de Janeiro de 5 de dezembro de 1817.

### Retorno a Portugal
O último posto de Souza Prego no Brasil foi em 1822, quando foi nomeado comandante de uma esquadra que patrulhada a costa da Baia de Todos os Santos. De volta a Portugal foi nomeado Governador e Capitão General da Capitania Geral dos Açores, tendo partido para Angra do Heroísmo, a bordo da fragata Princesa Real, a 20 de Junho de 1828, com o objectivo de substituir o muito contestado capitão-general Manuel Vieira de Albuquerque Touvar.

### Guerra civil portuguesa
Dois dias depois de sua partida para Lisboa, em 22 de junho, deu-se em Angra do Heroísmo, um levante liberal que, com o apoio do batalhão de caçadores nº 5 restabeleceu a carta constitucional portuguesa de 1826 e expulsou o antigo governante, o Touvar. Quando Souza Prego chegou a região foi impedido de desembargar, e as suas bagagens foram apreendidas e vendidas em praça pública.
Touver já estava exilado em Ponta Delgada, local em que Souza Prego se dirigiu inicialmente, antes de partir para Lisboa. Voltando a Lisboa descobriu que D. Miguel I tinha dado um golpe e tomado o poder. Em 5 de agosto de 1828 foi renomeado para o cargo e ficou responsável por liderar uma esquadra que retomaria o poder em Açores.
A vitória na ilha da Madeira foi facil, e em fins de outubro ele já se dirigia aos Açores. Em 4 de novembro partiu para a ilha Terceira, tendo por objetivo a negociação. Sua postura negociadora ia a contramão da postura autoritária e agressiva de D. Miguel. A esse respeito, Charles John Napier, então 1.º visconde do Cabo de São Vicente, registou que Sousa Prego, "durante o seu governo, nunca obedeceu às sanguinárias instruções que lhe foram transmitidas pelo governo [de D. Miguel]".
A partir de Ponta Delgada, passou a exercer a administração dos pontos da capitania já retomados a seu controle. Estabeleceu também um bloqueio a ilha Terceira, unica ainda na posse dos liberais. O bloqueio, todavia, não foi bem sucedido. Os liberais conseguiram paulatinamente reforçar a sua presença na ilha, fazendo entrar emigrados vindos da Inglaterra e da França e mantendo comunicação com o Brasil.
Em resultado da ineficácia do bloqueio, a defesa da ilha consolidou-se, particularmente após a chegada, a 22 de Junho de 1829, de António José de Sousa Manuel de Menezes Severim de Noronha, o conde de Vila Flor, acompanhado por um grupo numeroso de emigrados. Vila Flor veio também investido no cargo de Governador e Capitão General, desta vez feita pelo Governo liberal no exílio, por carta régia de 5 de Abril de 1829, assinada pela rainha D. Maria II, com assistência do marquês de Palmela, então ministro de Portugal em Londres.
Desta forma, a Capitania Geral dos Açores passou a ter dois governadores titulares rivais. Face ao deteriorar da situação militar nos Açores, D. Miguel I decidiu em Julho de 1829, ordenar o ataque à ilha Terceira. Para tal enviou para os Açores a maior parte da sua Armada, comandada por José Joaquim da Rosa Coelho. Quando este chegasse a Ponta Delgada deveria unir suas forças as de Souza Prego, e partir para a ilha Terceira.

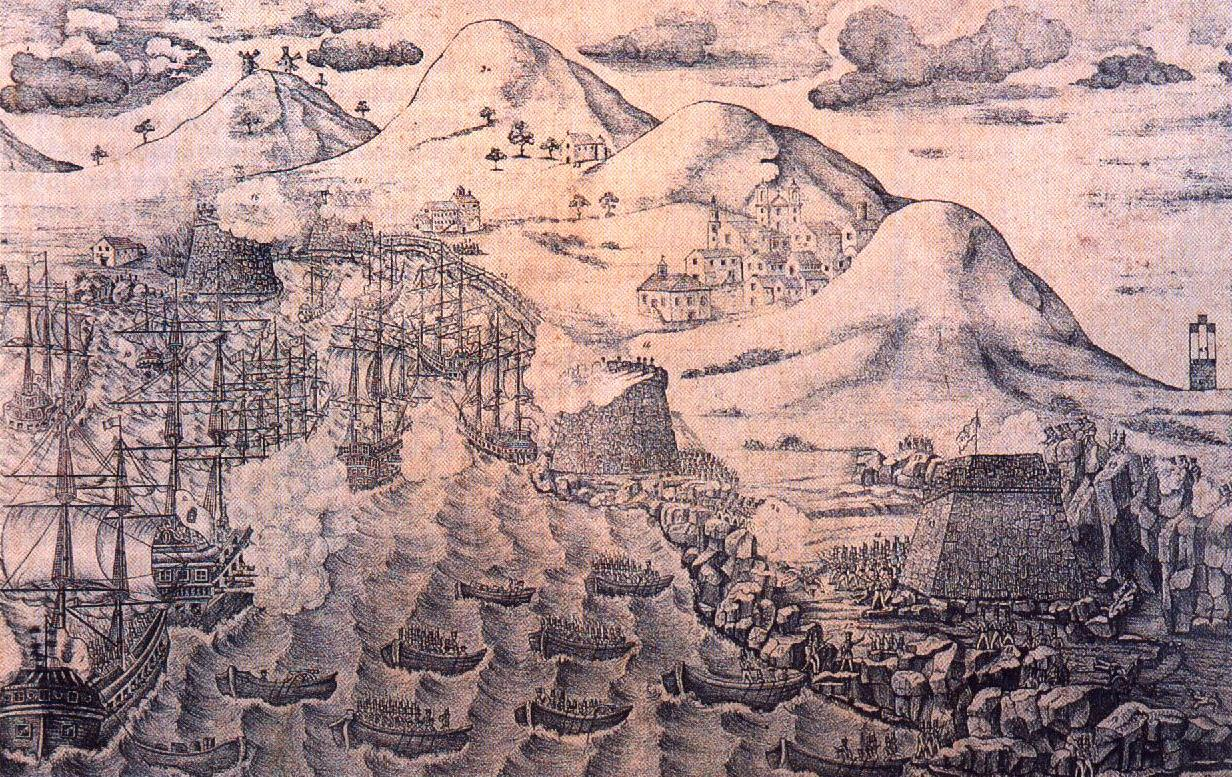
Batalha da Praia da Vitória (11 de agosto de 1829). Gravura de autor desconhecido, s.d.

A operação acabou saldando uma derrota para o partido miguelista, encabeçada por Rosa Coelho e Sousa Prego, em 11 de agosto de 1829, A batalha ficou conhecida como Batalha da Praia. As forças miguelistas tiveram que abandonar a ilha de Ponta Delgada, dividindo as forças entre as outras illhas e parte considerável da esquadra voltando a Lisboa. Souza Prego e Rosa Coelho foram acusados de falta de zelo e firmeza na preparação dos meios de desembarque e na condução das operações.
Pouco a pouco as forças miguelistas foram perdendo o domínio sobre o restante das ilhas. Ainda tentaram a resist~encia em julho de 1830, na batalha da Ladeira da Vielha. Aí o desbarato das forças de Sousa Prego foi total, e praticamente sem resistência a ilha foi conquistada em agosto desse mesmo ano. Souza Prego teve que se refugiar na casa do cônsul inglês e fugir para Lisboa.
Em 19 de Setembro de 1831 obteve autorização régia para justificar as derrotas sofridas e a sua conduta perante um Conselho de Guerra. O Conselho foi formado com grande dificuldade, nunca tendo deliberado sobre o caso.  Entretanto o almirante viu o seu soldo reduzido para metade e foi publicamente culpado pela derrota sofrida e palas gravosas consequências a causa miguelista.

### Últimos anos
Consumada a vitória liberal, Sousa Prego foi demitido pelo decreto de 5 de Setembro de 1833, sendo contudo, nos termos da carta de lei de 24 de Agosto de 1840, posteriormente reintegrado como vice-almirante separado do quadro efectivo da Armada.
Ele aposentou-se em 1842, passando a viver na Casa das Gaeiras, na freguesia homónima do concelho de Óbidos, onde viveu até falecer em 25 de março de 1847. Foi sepultado na Capela de São Marcos, da casa que residiu. Em seu túmulo está inscrito: Aqui jaz o vice-almirante H.F.S.P. que serviu por mais de 60 anos o Rei e a Pátria com fidelidade.

### Descendência
Um de seus bisnetos, Ezequiel Epifânio da Fonseca de Sousa Prego, foi feito visconde de Sousa Prego por decreto de 10 de Maio de 1894, pelo rei D. Carlos I de Portugal.